# هوراس باركر
هوراس ألبرت باركر (بالإنجليزية: Horace Barker)‏ (29 نوفمبر 1907 - 24 ديسمبر 2000) هو عالم كيمياء حيوية وعالم أحياء دقيقة أمريكي درس العمليات البيولوجية والكيميائية في النباتات والبشر والحيوانات، بما في ذلك استخدام القائفة المشعة لتحديد دور الإنزيمات في استخلاص السكروز، وهو حاصل على قلادة العلوم الوطنية لدوره في تحديد شكل نشط من فيتامين B12.

## النشأة والتعليم
ولد باركر في 29 نوفمبر 1907 في أوكلاند في كاليفورنيا. انتقل مع عائلته إلى بالو ألتو عندما كان عمره 11 عاما. أمضى عاما في ألمانيا بعد الثانوية في تعلم اللغة الألمانية واستيعاب ثقافتها. ودرس في جامعة ستانفورد، وتخرج في عام 1929 بدرجة البكالوريوس في العلوم الفيزيائية وحصل على الدكتوراه في الكيمياء في عام 1933.
بعد تخرجه من جامعة ستانفورد، درس سنتين للحصول على زمالة الدراسات العليا في جامعة جونز هوبكنز البحرية تحت إشراف عالم الأحياء الدقيقة فان نيل الذي عزز معرفة باركر في علم النبات وعلمه تقنيات لعزل الكائنات الدقيقة. ثم أمضى سنة في مختبر دلفت للأحياء الدقيقة في هولندا تحت إشراف ألبرت كلايفر.

## جامعة كاليفورنيا
تم تعيين باركر في عام 1936 في جامعة كاليفورنيا في بيركلي لتعليم علم الأحياء الدقيقة في التربة. وكان جزءا من الفريق الذي طور استخدام الكربون-14 كمتتبع إشعاعي، وذلك باستخدام تقنية لإظهار كيف يتم تصنيع السكروز في الخلايا الحية عن طريق الإنزيمات.
قدمت البحوث التي قادها باركر خلال الخمسينات من القرن العشرين لمحة عن استخدامات فيتامين ب 12 في الجسم باستخدام البكتيريا التي عزلها من الطين المأخوذ من خليج سان فرانسيسكو. بحلول عام 1959 من خلال توثيق التدفق الأيضي لفيتامين B12 المساعد، تمكن باركر من إظهار دوره في الجسم، مما ساعد على تفسير الأمراض المختلفة مثل فقر الدم الخبيث، وهو واحد من سلسلة من الحالات الناجمة عن نقص فيتامين بي 12. في البيت الأبيض الذي أقيم في 17 يناير عام 1969 ، الرئيس الأمريكي ليندون جونسون منح باركر مع الميداليه الوطنية للعلوم «[و]أو الدراسة العميقة الكيميائية أنشطة الكائنات الحية الدقيقة بما في ذلك كشف الأيض الأحماض الدهنية اكتشاف نشط أنزيم شكل من فيتامين B12.»
عندما أنشئ قسم الكيمياء الحيوية في عام 1959، تم تعيينه أستاذا هناك. شغل منصب رئيس القسم في الستينات، واستمر في العمل لأكثر من عقد من الزمن بعد تقاعده عام 1975 عندما أصبح أستاذاً فخرياً. في عام 1953 تم انتخابه عضوا في الأكاديمية الوطنية للعلوم. انتخب زميلا في الأكاديمية الأمريكية للفنون والعلوم في عام 1967.

## الحياة الشخصية
كان باركر مقيما في بيركلي في كاليفورنيا وتوفي في منزله في سن 93 عاما في الرابع والعشرين من ديسمبر عام 2000، بسبب قصور القلب. تزوج من مارغريت ماكدويل التي توفيت عام 1995 وأنجبا بنتين وولدا واحدا.

## موارد البحث
- أوراق هوراس ألبرت باركر 1933-1992, مكتبة بانكروفت

## وصلات خارجية
- مذكرات السيرة الذاتية، الأكاديمية الوطنية للعلوم